# RINEX
RINEX(Receiver Independent Exchange Format)는 측지학 분야에서 원시 위성 항법 시스템 데이터에 대한 데이터 교환 형식이다. 이를 통해 사용자는 수신된 데이터를 후처리하여 보다 정확한 결과를 얻을 수 있다. 일반적으로 측정 시 대기 조건에 대한 더 나은 모델과 같이 원래 수신기에 알려지지 않은 다른 데이터를 사용한다.
내비게이션 수신기의 최종 출력은 일반적으로 위치, 속도 또는 기타 관련 물리량이다. 그러나 이러한 양의 계산은 하나 이상의 위성 집합에서 얻은 일련의 측정을 기반으로 한다. 수신기는 실시간으로 위치를 계산하지만 많은 경우 나중에 사용할 수 있도록 중간 측정값을 저장하는 것이 좋다. RINEX는 수신기와 컴퓨터 응용 프로그램의 제조업체에 관계없이 수신기에서 생성된 측정 값을 관리하고 폐기할 뿐만 아니라 다양한 응용 프로그램을 통해 오프라인 처리를 허용하는 표준 형식이다.
RINEX 형식은 새로운 유형의 측정 및 새로운 위성 항법 시스템에 적응하면서 시간이 지남에 따라 발전하도록 설계되었다. 첫 번째 RINEX 버전은 1989년 W. 구르트너(W. Gurtner)에 의해 개발되었으며 1990년 9월/10월 CSTG GPS 게시판에 W. 구르트너 및 G. 메이더(G. Mader)에 의해 게시되었다. 1993년부터 RINEX 2가 사용 가능하며 여러 번 개정 및 채택되었다. RINEX 버전 3.02는 2013년 4월에 제출되었으며 GPS 또는 갈릴레오 시스템의 새로운 관측 코드를 포함하고 있다. 최신 버전은 2023년 7월 RINEX 4.01이다.
RINEX 형식의 일부는 아니지만 하타나카 압축 방식은 일반적으로 RINEX 파일의 크기를 줄이는 데 사용되어 ASCII 기반 CompactRINEX 또는 CRINEX 형식이 된다. 시간 데이터를 저장하는 데 필요한 문자 수를 줄이기 위해 고차 시간 차이를 사용한다.